# Каарст
Каарст (нім. Kaarst) — місто в Німеччині, знаходиться в землі Північний Рейн-Вестфалія. Підпорядковується адміністративному округу Дюссельдорф. Входить до складу району Райн-Нойс.
Площа — 37,48 км2. Населення становить 43 615 ос. (станом на 31 грудня 2020).

## Географія

### Адміністративний поділ
Місто складається з 5 районів:
- Каарст
- Бюттген
- Дріш
- Гольцбюттген
- Форст